# ميلدريد كوهن
ميلدريد كوهن (بالإنجليزية: Mildred Cohn)‏ ولدت في 12 تموز/يوليو 1913 وتوفيت ف12 أكتوبر 2009، هي عالمة كيمياء حيوية أمريكية اشتهرت بسبب إسهاماتها الكبيرة في تعزيز فهم العمليات الكيميائية الحيوية خلال دراسة التفاعلات الكيميائية داخل الخلايا الحيوانية، كما كانت رائدة في استخدام الرنين النووي المغناطيسي في دراسة ردود فعل الأنزيمات المحفزة خاصة أدينوسين ثلاثي الفوسفات (ATP). تلقت كوهن أعلى جائزة في مجال العلوم وهي قلادة العلوم الوطنية عام 1982.

## النشأة
ولدت ميلدريد كوهن لأب يُدعى إيزيدور كوهن وأم تُدعى بيرثا كلاين كوهن من اليهود. والدها كان حاخاما، وقد تركا روسيا وانتقلا للولايات المتحدة عام 1907. ازدادت ميلدريد كوهن في 12 تموز/يوليو 1913 في ذا برونكس وعاشت رفقة عائلتها في شقة صغيرة إلى حد ما؛ عندما بلغت ميلدريد الثالثة عشر من عمرها انتقلت أسرتها إلى الطائفة اليديشية وعلما ابنتهما اللغة اليديشية وثقافتها.

## الإنجازات

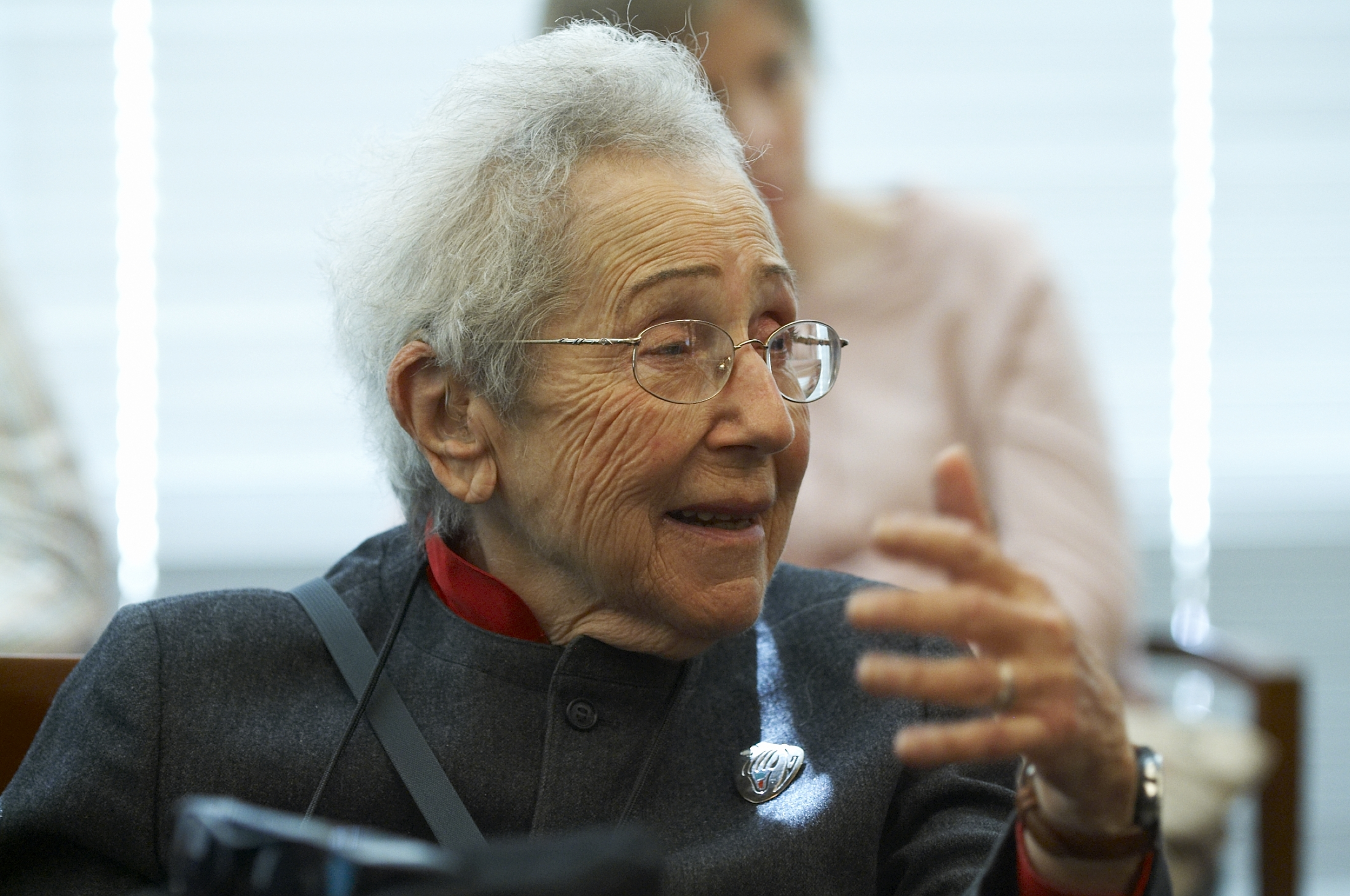
ميلدريد كوهن خلال محاضرة في عام 2005

كتبت كوهن حوالي 160 بحثا في موضوع استخدام الرنين النووي المغناطيسي لدراسة آي تي بي، كما حصلت على عدد من شهادات الدكتوراه الفخرية.
فازت بميدالية جارفان الممنوحة من الجمعية في عام 1963. وفي عام 1968 تم انتخابها كزميلة في الأكاديمية الأمريكية للفنون والعلوم. ثم حصلت على جائزة فرانكلين من معهد إليوت كريسون في عام 1975 وذلك لعملها على الرنين المغناطيسي النووي وتحليل الأنزيمية المجمعة، وبعدها تلقت جائزة من المنظمة الدولية لنساء الكيمياء الحيوية عام 1979. تلقت ميدالية من جامعة كولومبيا تشاندلر في عام 1986.
حصلت على قلادة العلوم الوطنية من الرئيس رونالد ريغان في عام 1983 وذلك باعتبارها رائدة في مجال استخدام النظائر المستقرة ومطيافية الرنين المغناطيسي النووي الذي سخرته في دراسة آليات التحيز الأنزيمي.
خلال حياتها المهنية، حققت كوهن العديد من الإنجازات فكانت أول امرأة تُعين في هيئة تحرير مجلة الكيمياء البيولوجية، حيث شغلت منصب محررة في الفترة ما بين 1958-63 ثم ما بين 1968-73. كما كانت أول امرأة تصبح رئيسة الجمعية الأمريكية للكيمياء الحيوية والبيولوجيا الجزيئية، وأول امرأة تشغل منصب وظيفي في جمعية القلب الأمريكية. في عام 2009 تم تكريمها من خلال تجنيدها في قاعة الشهرة الوطنية للمرأة في سينيكا فولز بنيويورك اعترافا بإسهاماتها.

## الزواج
تزوجت ميلدريد كوهن بالعالم الفيزيائي هنري بريماكوف عام 1938 حتى يوم وفاته في 1983، وقد رزقا بثلاثة أطفال حصل كل منهم على شهادة الدكتوراه في مجالات مختلفة. هذا وتجدر الإشارة إلى أن كوهين سبق لها وأن ألفت كتابا بعنوان باب الأحلام: محادثات مع شخصيات نسائية مرموقة في مجال العلوم كما سبق لها وأن صرحت قائلة: «أعظم شيء حصل لي طيلة حياتي هو زواجي بهنري ... إنه عالم ممتاز؛ فقد عاملني حسب فِكري وكان يساويني بالرجال [في إشارة للتمييز حسب الجنس] وكان دائما يشجعني على السعي العلمي المهني.»